# Deli Park
Deli Park – rodzinny park edukacyjno-rozrywkowy zlokalizowany przy drodze krajowej nr 5 w Trzebawiu, na granicy Rosnówka, w gminie Stęszew, na terenie Wielkopolskiego Parku Narodowego.
Park o powierzchni 60.000 m² został otwarty w 2014 i ma charakter mieszany. Na jego terenie znajdują się:
- miniatury znanych budowli z całego świata (m.in. wpisane na listę Światowego Dziedzictwa Kulturalnego UNESCO),
- modele zwierząt żyjących w epoce lodowej na terenie Wielkopolskiego Parku Narodowego (m.in. mamuta),
- powiększone modele owadów - chronione gatunki z terenu Wielkopolskiego Parku Narodowego,
- mini zoo (m.in. zwierzęta domowe, alpaki, kangury i lemury),
- małpi gaj z interaktywnym placem zabaw,
- urządzenia rozrywki ruchowej dla dzieci,
- gastronomia[2].

Park zajął pierwsze miejsce w konkursie Turystyczne hity Wielkopolan (2014) organizowanym przez Głos Wielkopolski.